# Klovaskär (sydväst om Jussarö, Raseborg)
Klovaskär är en ö i Finland. Den ligger i Finska viken och i kommunen Raseborg i landskapet Nyland, i den södra delen av landet. Ön ligger omkring 96 kilometer väster om Helsingfors.
Öns area är 1,1 hektar och dess största längd är 170 meter i sydväst-nordöstlig riktning. Närmaste större samhälle är Ekenäs, 19,4 km norr om Klovaskär.